# Slangenkop
Een slangenkop is een Chinese mensensmokkelaar. Het begrip "slangenkop" is afkomstig van de gesmokkelde mensen. Per smokkelactie wordt er meestal een grote groep mensen in een keer naar het Westen gebracht. Deze groep wordt door de gesmokkelden symbolisch opgevat als een slang die stilletjes door de wereld kronkelt. De smokkelaar staat aan het hoofd van de groep: de kop van de slang. Het begrip wordt tegenwoordig niet meer alleen door de gesmokkelde personen gebruikt, maar ook door opsporingsdiensten zoals de Dienst Nationale Recherche.
Slangenkoppen maken deel uit van Chinese triades: organisaties die zich bezighouden met georganiseerde misdaad. Ze opereren met name in de regio Fujian, waarvandaan ze hun klanten naar rijkere landen smokkelen. Meestal betreft dat de Verenigde Staten en landen in West-Europa. Hun smokkelmethoden zijn divers. Ze maken gebruik van valse of vervalste paspoorten en visa, en van illegale transporten in containerschepen en in vrachtvervoer over de weg. Deze transporten zijn zeer riskant. In 2000 leidde dat tot de dood door verstikking van 58 Chinezen die zich in een vrachtcontainer naar Dover lieten smokkelen. Op de meest populaire Chinees-Britse route zijn naar men aanneemt zeven tot tien triades actief. Infiltraties door Britse agenten lopen meestal op niets uit, mede door een gebrek aan rechercheurs die de verschillende talen van China voldoende kunnen spreken.
De Chinese werkwijze wijkt af van die van mensensmokkelaars uit andere landen. Meestal regelen smokkelaars alleen de tocht of een deel ervan, of ze regelen uitsluitend de reispapieren. Slangenkoppen echter houden zich bezig met het hele smokkeltraject, en ze zorgen ook voor het werk van de gesmokkelden na aankomst in het land van bestemming. Vaak betreft dat slavenarbeid in textielbedrijven, restaurants of bordelen. De gesmokkelden hebben zich er bij hun vertrek toe verplicht deze werkzaamheden te verrichten (overigens vaak zonder te weten om welk werk het zou gaan) om aldus hun schulden bij de slangenkop af te lossen. De diensten van de slangenkoppen zijn immers duur: een geslaagde smokkelactie kan 50.000 Amerikaanse dollar of meer kosten. Wanneer mensen zich niet aan de regels van de slangenkoppen houden, kunnen ze rekenen op harde maatregelen zoals ontvoering en marteling. Afgesneden oren of vingers moeten in China achtergebleven verwanten ertoe aanzetten de resterende schuld te betalen.
Weinig is bekend over de wijze waarop de slangenkoppen zich organiseren. Soms wordt verondersteld dat slangenkoppen bestaan uit een verzameling individuele ondernemers die van tijd tot tijd met elkaar samenwerken. Dergelijke samenwerkingsverbanden zijn dynamisch en constant in verandering. Anderen nemen aan dat de slangenkoppen een strakke hiërarchie kennen met een duidelijke leider en uitvoerend personeel zoals transporteurs, ronselaars, boekhouders en documentvervalsers. Deze hiërarchische organisaties beheersen het gehele smokkelproces.
Hoewel de gesmokkelden onder zware omstandigheden reizen en hoge schulden maken, zien ze slangenkoppen toch meestal niet als criminelen of uitbuiters. Zij zien dat de slangenkoppen hen aan een beter leven kunnen helpen, en de ontberingen nemen ze voor lief.

## Voetnoten
1. ↑   Jaap Knotter, Dirk Korf en Hiu Ying Lau "Slangenkoppen en tijgerjagers - Illegaliteit en criminaliteit onder Chinezen in Nederland ", Jongbloed Juridische Boekhandel, 2009.